# OpenEXR
OpenEXR è un formato di file aperto di grafica raster utilizzato in ambito professionale. Sia lo standard che alcuni software sviluppati dalla Industrial Light & Magic sono distribuiti con licenza BSD.